# Clytie gracilis
Clytie gracilis är en fjärilsart som beskrevs av Bang-haas 1907. Clytie gracilis ingår i släktet Clytie och familjen nattflyn. Inga underarter finns listade i Catalogue of Life.